# Черемошное (Тывровский район)
Черемо́шное (укр. Черемошне) — село на Украине, находится в Тывровском районе Винницкой области.
Код КОАТУУ — 0524587001. Население по переписи 2001 года составляет 615 человек. Почтовый индекс — 23325. Телефонный код — 4355.
Занимает площадь 24,625 км².

## Адрес местного совета
23325, Винницкая область, Тывровский р-н, с. Черемошное, ул. Ватутина, 5